# Літовченко Данило Сергійович
Данило Сергійович Літовченко (нар. 21 липня 2000, Україна) — український футболіст, центральний півзахисник.

## Життєпис
Вихованець академії донецького «Шахтаря», у футболці якого з 2013 по 2017 рік виступав у ДЮФЛУ.
З липня 2017 року й до кінця року залишався без клубу. На початку січня 2018 року опинився в структурі ФК «Маріуполь». Спочатку виступав за юнацьку команду, а з 2018 року почав залучатися й до матчів «молодіжки» маріупольців. У футболці першої команди «азовців» дебютував 28 квітня 2019 року в програному (0:1) домашньому поєдинку 26-го туру Прем'єр-ліги проти донецького «Шахтаря». Данило вийшов на поле на 69-й хвилині, замінивши Іллю Путрю. Після цього знову грав за юнацьку та молодіжну команду «азовців». Сезон 2019/20 років розпочав у молодіжній команді клубу.
На початку січня 2020 року залишив ФК «Маріуполь» вільним агентом, а наприкінці вересня того ж року перейшов в «Яруд». У футболці нової команди дебютував 26 вересня 2020 року в програному (1:3) виїзному поєдинку 4-го туру групи Б Другої ліги України проти зорянських «Балкан». Літовченко вийшов на поле на 66-й хвилині, замінивши Івана Янакова. Першим голом за маріупольський клуб відзначився 6 листопада 2020 року на 14-й хвилині переможного (2:1) виїзного поєдинку Другої ліги України проти одеської «Реал Фарми». Літовченко вийшов на поле в стартовому складі, а на 86-й хвилині його замінив Владислав Бойко. В «Яруді» відіграв неповних півтора сезони, за цей час у Другій лізі зіграв 30 матчів (7 голів), ще 1 поєдинок провів у Кубку України.
14 січня 2022 року повернувся до «Маріуполя», з яким уклав договір до літа 2024 року.